# Деландр (лунный кратер)
Кратер Деландр (лат. Deslandres) — останки огромного древнего ударного кратера в экваториальной материковой области видимой стороны Луны. Название присвоено в честь французского астронома Анри Александра Деландра (1853—1948) и утверждено Международным астрономическим союзом в 1948 г. Образование кратера относится к донектарскому периоду.

## Описание кратера

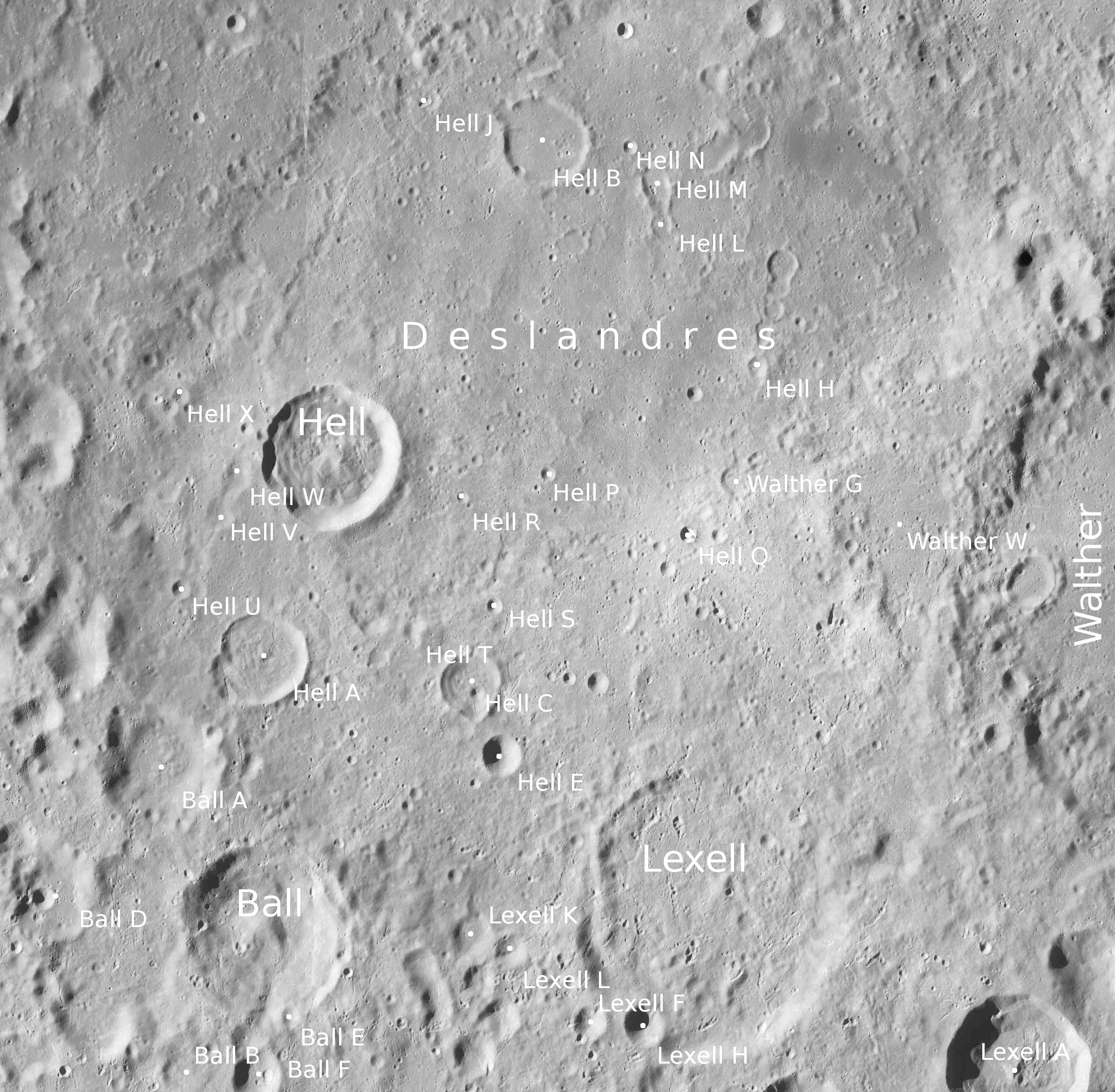
Окрестности кратера Деландр. Снимок Lunar Reconnaissance Orbiter.

Ближайшими соседями кратера являются кратер Гаурико на западе; кратер Питат на северо-западе; кратер Региомонтан на северо-востоке; кратер Вальтер на востоке; кратер Миллер на юго-востоке; кратер Оронций на юге и кратер Сассерид на юге-юго-западе. В западной части чаши кратера расположен кратер Хелль, в юго-восточной — кратер Лексель, юго-западную часть вала перекрывает кратер Болл. На северо-западе от кратера Деландр расположено Море Облаков. Селенографические координаты центра кратера 32°33′ ю. ш. 5°34′ з. д. / 32,55° ю. ш. 5,57° з. д., диаметр 227,02 км, глубина 1,58 км. По своим размерам кратер является вторым на видимой стороне Луны, уступая лишь кратеру Байи.
За длительное время своего существования кратер Деландр настолько сильно разрушен, что до XX века не считался кратером, собственное название кратеру было предложено лишь в 1942 г. французским астрономом греческого происхождения Эженом Мишелем Антониади. Вал кратера сохранился лишь в отдельных местах, Высота остатков вала над окружающей местностью достигает 2160 м. Северная и восточная части чаши кратера сравнительно ровные, отмечены множеством мелких кратеров. В северо-восточной части чаши находится область заполненная тёмным базальтом лунных морей. В восточной части чаши находится область с альбедо значительно выше чем у окружающей местности. Во время полнолуния данная область является одной из самых ярких на видимой стороне Луны, что является признаком того, что она сформировано сравнительно недавно. Иногда данную область называют ярким пятном Кассини, так как впервые она была нанесена на карты Луны в 1672 году итальянско-французским астрономом Джованни Кассини. На дне чаши кратера Деландр находится несколько интересных цепочек кратеров. В центре чаши расположены слабо различимые останки кратера диаметром приблизительно 70 км. От центра чаши в юго-восточном направлении отходит бороздообразная формация длиной около 110 км и шириной 10 км.

## Сателлитные кратеры
Отсутствуют.

## Места посадок космических аппаратов
12 мая 1965 г. в западной части кратера Деландр, в точке с селенографическими координатами  31° ю. ш. 8° з. д. / 31° ю. ш. 8° з. д., совершила жёсткую посадку советская автоматическая станция Луна-5, запланированную мягкую посадку осуществить не удалось.